# (35538) 1998 FH80
1998 FH80 (asteroide 35538) é um asteroide da cintura principal. Possui uma excentricidade de 0.13325480 e uma inclinação de 11.30350º.
Este asteroide foi descoberto no dia 24 de março de 1998 por LINEAR em Socorro.